# Альфапродин
Альфапродин — опиоидный анальгетик, один из изомеров продина. По силе действия сравним с морфином или немного сильнее его. Используется в некоторых странах для облегчения родов и в стоматологии.
Альфапродин вызывает эффекты, схожие с таковыми от других опиоидов: обезболивание, седативный эффект, тошнота, зуд, рвота и угнетение дыхания, которое может привести к летальному исходу. Причём угнетение дыхания может появиться даже при применении препарата в терапевтических дозах.
В России альфапродин входит в Список I Перечня наркотических средств, психотропных веществ и их прекурсоров, подлежащих контролю в Российской Федерации (оборот запрещён).
Растворимость в воде — 1:2, в этаноле — 1:7, в ацетоне — 1:47, в хлороформе — 1:3, в диэтиловом эфире нерастворим. Температура плавления гидрохлорида альфапродина — 218—220 °C.